# Cleophana Schnettler
Cleophana Schnettler SSpS (* 14. Juli 1898 in Hagen; † 15. März 1945 in Santo Tomas (Batangas), Philippinen) war eine deutsche Steyler Missionsschwester und Märtyrin.

## Leben
Maria Klara Schnettler, älteste Tochter eines Kaufmanns, trat am 4. April 1921 im Alter von 22 Jahren in Steyl in das Mutterhaus der Steyler Missionsschwestern ein und begann am 8. Dezember 1921 das Noviziat unter dem Ordensnamen Cleophana (nach Maria Kleophae). Am 8. Juni 1923 legte sie ihre Zeitlichen Gelübde ab. Noch im selben Jahr reiste sie in die Vereinigten Staaten nach Techny. Dort war sie Musiklehrerin und Organistin, studierte Musik in Milwaukee und legte am 6. Juni 1929 ihre Ewigen Gelübde ab.
Am 17. August 1937 reiste sie in die Philippinen-Mission und wirkte dort als Lehrerin. Im Zuge der Rückeroberung der von den Japanern besetzten Philippinen wurde sie am 15. März 1945 südlich Manila in Santo Tomas, wohin man sich schutzsuchend zurückgezogen hatte, zusammen mit 14 Mitschwestern Opfer eines amerikanischen Bombenangriffs.

## Gedenken
Die Römisch-katholische Kirche in Deutschland hat Schwester Cleophana Schnettler als Märtyrin in das deutsche Martyrologium des 20. Jahrhunderts aufgenommen.